# Mračňák Theophrastův

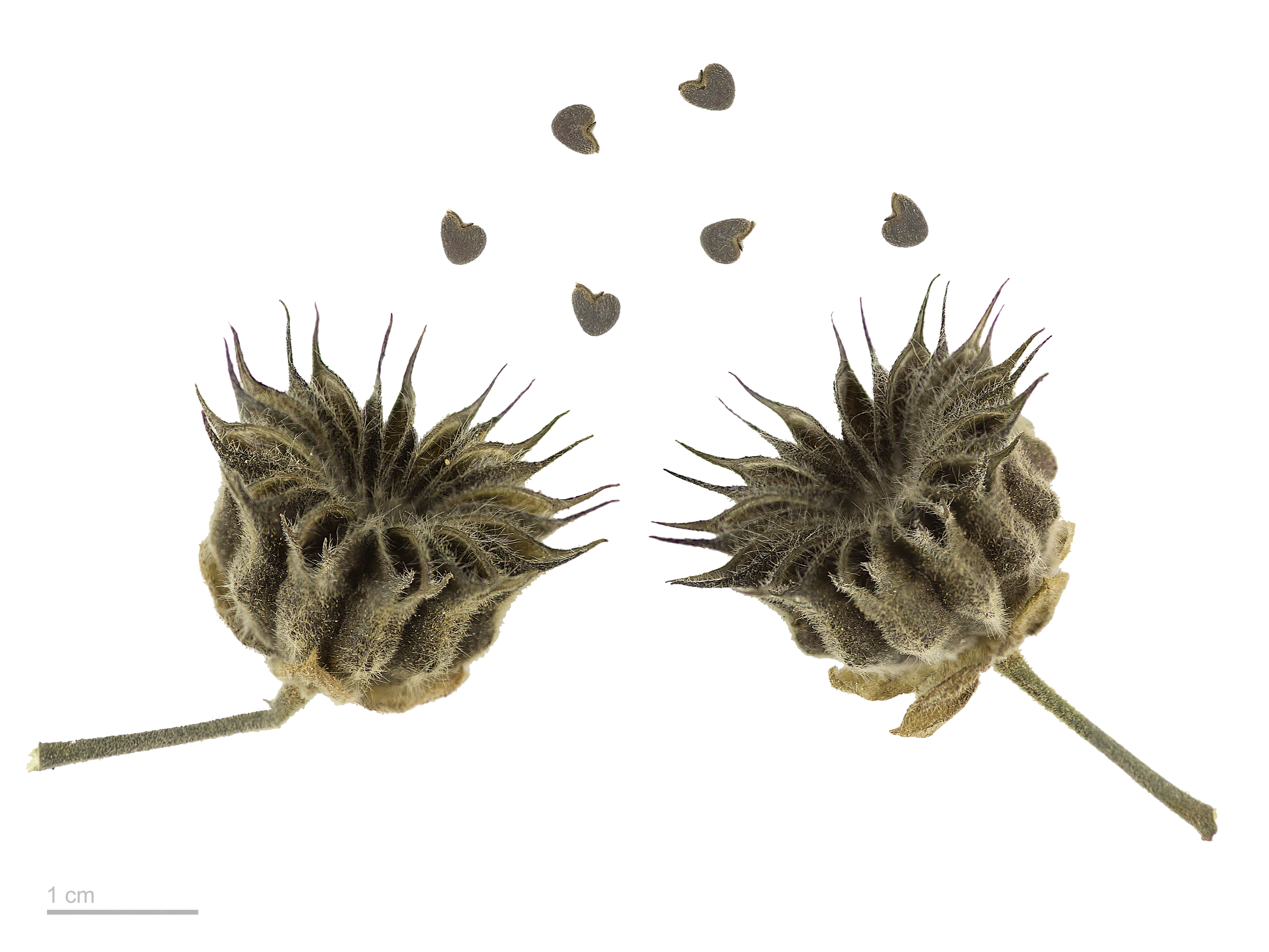
Suché plody mračňáku Theophrastova

Mračňák Theophrastův (Abutilon theophrasti) je jednoletá rostlina v čeledi slézovité (Malvaceae), původní v oblastech jižní Asie.

## Popis
Roste až do 1 m výšky (v ČR i 2 m), a má sametově srdčité listy 15–25 cm široké, dlouze řapíkaté. Květy vyrůstají v paždí listů v jednoduchých vrcholičnatých květenstvích. Kalíšek chybí, kalich sotva do poloviny srostlý, lístky široce kopinaté až široce eliptické, korunní lístky obvejčité, mělce na vrcholu vykrojené, žluté. Květy jsou žluté, často převislé, nejvýše 4 cm v průměru. Zralé plody šedivé barvy mohou připomínat malé makovice, rozpadají se na 9 – 15 plůdků. Semena jsou ledvinitá, černohnědá, nebo světlehnědá. Semena přežívají v půdě až 50 let

## Výskyt
Mračňák Theophrastův byl pěstován v Číně od 2000 BCE pro svá pevná, jutě podobná vlákna. Semena jsou v jezena v Číně a Kašmíru .
Rozšířil se do oblastí jako je Evropa, Severní Amerika, Afrika, Austrálie, Nový Zéland.
V ČR roste v teplých oblastech. Zaznamenán byl v Polabí na polích se zeleninou (hlavně v zelí) i na Moravě (v kukuřici a na neobdělávané ploše) (Poděbradské Polabí,Český Brod, Čáslav, Brno-Komín, Brno-venkov, Sokolnice) Silné zaplevelení cca 113 ha cukrovky mračňákem Theophrastovým (Abutilon theophrasti) bylo zjištěno v okrese Kutná Hora.
Na pole bývá zavlečen s především pěstováním ředkve olejné nebo hořčice seté jako meziplodin, slepičím trusem nebo používáním chlévského hnoje či kejdy ze stájí, kde je zkrmována sója. Bylo totiž zjištěno, že ve významných oblastech pěstování sóji je mračňák Theophrastův převládajícím plevelným druhem.
Mračňák roste především na orné půdě, zejména v kukuřici ale také jej můžeme najít poblíž cest a zahrad. Preferuje bohaté a kultivované půdy, jako jsou právě půdy zemědělské.

## Použití
Mračňák Theophrastův je pěstovaná okrasná letnička. Květy a rostliny mají ovocnou vůni, mimo oblasti svého přirozeného výskytu jsou považovány za škodlivé plevele mezi zemědělskými plodinami.
V orientální medicíně se mračňák používá jako tonizující prostředek, lék tišící bolest, diuretikum, lék na oční choroby, projímadlo, stomachicum, styptikum, a pro stahující účinek.

## Rizika
Po rozšíření v Severní Americe v roce 1700 se mračňák Theophrastův zařadil mezi invazivní druhy v zemědělských oblastech východních a středozápadních USA. Je to jeden z nejvíce škodlivých plevelů a na kukuřici způsobuje pokles až o 34 % z výnosu ze sklizně, pokud nejsou kontrolovány, což stojí stovky milionů dolarů za rok za kontrolu a ochranu před rozšířením. Mračňák Theophrastův je extrémně konkurenční rostlinou, odebírá živiny a vláhu plodinám. Mračňák Theophrastův lze omezit pomocí herbicidů.
I v ČR se mračňák stává nepříjemným invazivním plevelem, který na české území proniká v souvislosti s globálním oteplováním.
V současné době je na území České republiky mračňák Theophrastův jedním z nejvýznamnějších a nejrychleji se šířících invazních plevelů. Škodlivě působí především v porostech cukrovky. Mračňák Theophrastův je velmi odolný vůči většině běžně používaných herbicidů v cukrovce.

### Ochrana proti zaplevelení
Odborníci doporučují pěstitelům důsledně likvidovat již první rostliny, v případě nouze je vytáhnout z půdy rukama; zabránit vypadávání semen a tím i vzniku zásoby semen v půdě. Nikdy neponechávat na poli poškozené nebo pořezané zbytky rostlin se semeníky (ještě zelená semena mohou často dozrát a zamořit pozemky na mnoho let).

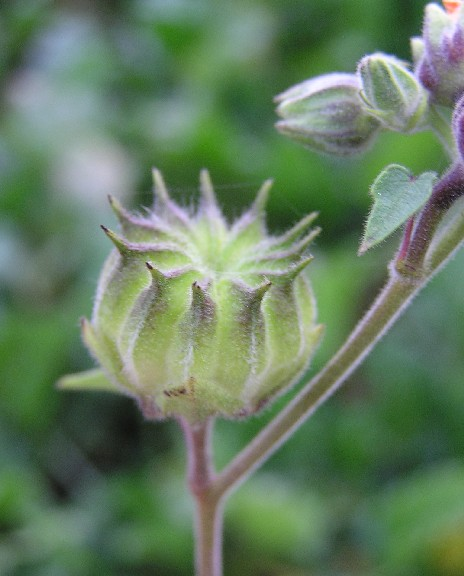
Plody mračňáku Theophrastova
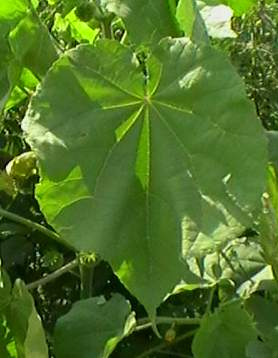
List mračňáku Theophrastova
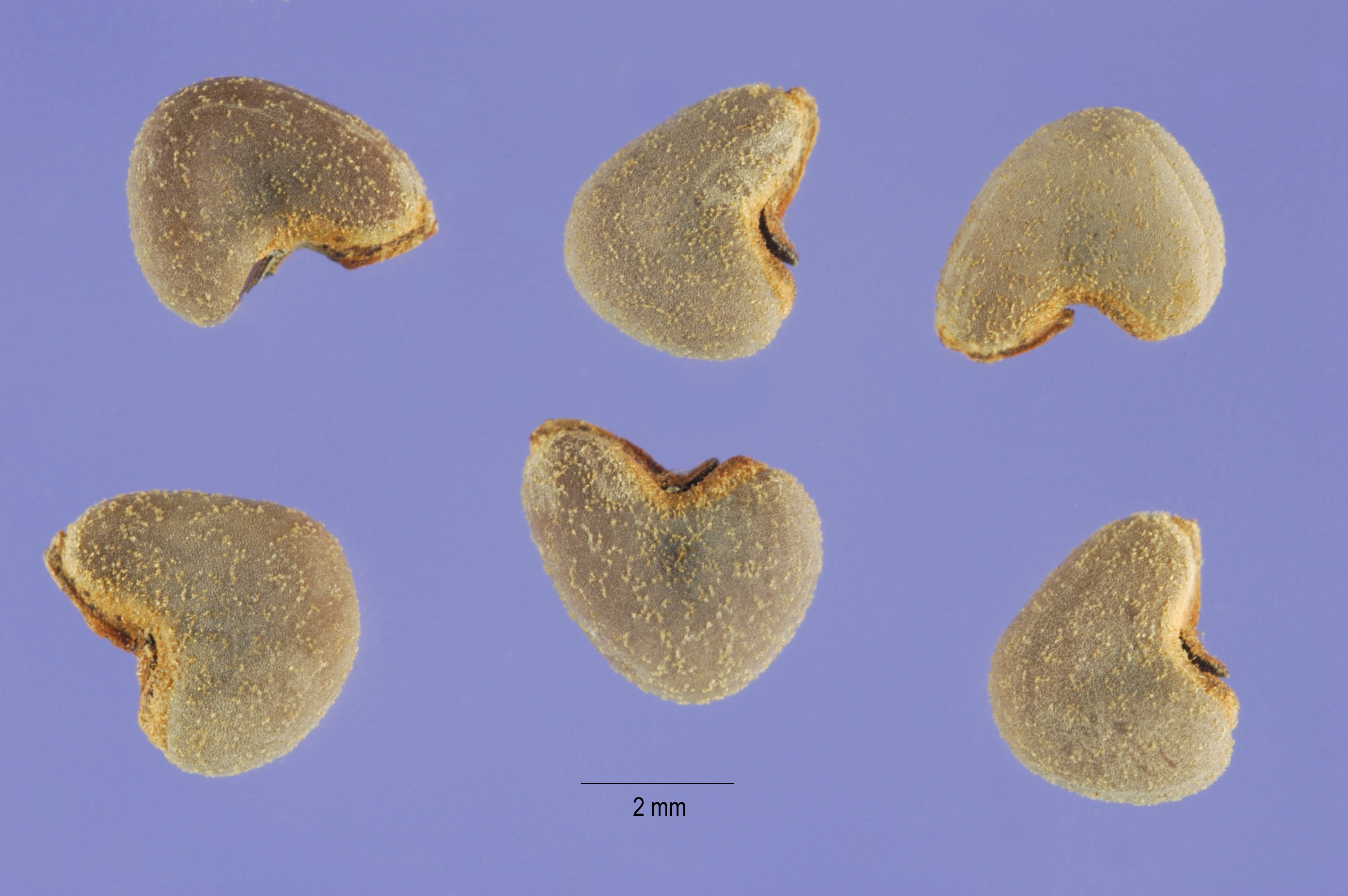
Semena mračňáku Theophrastova
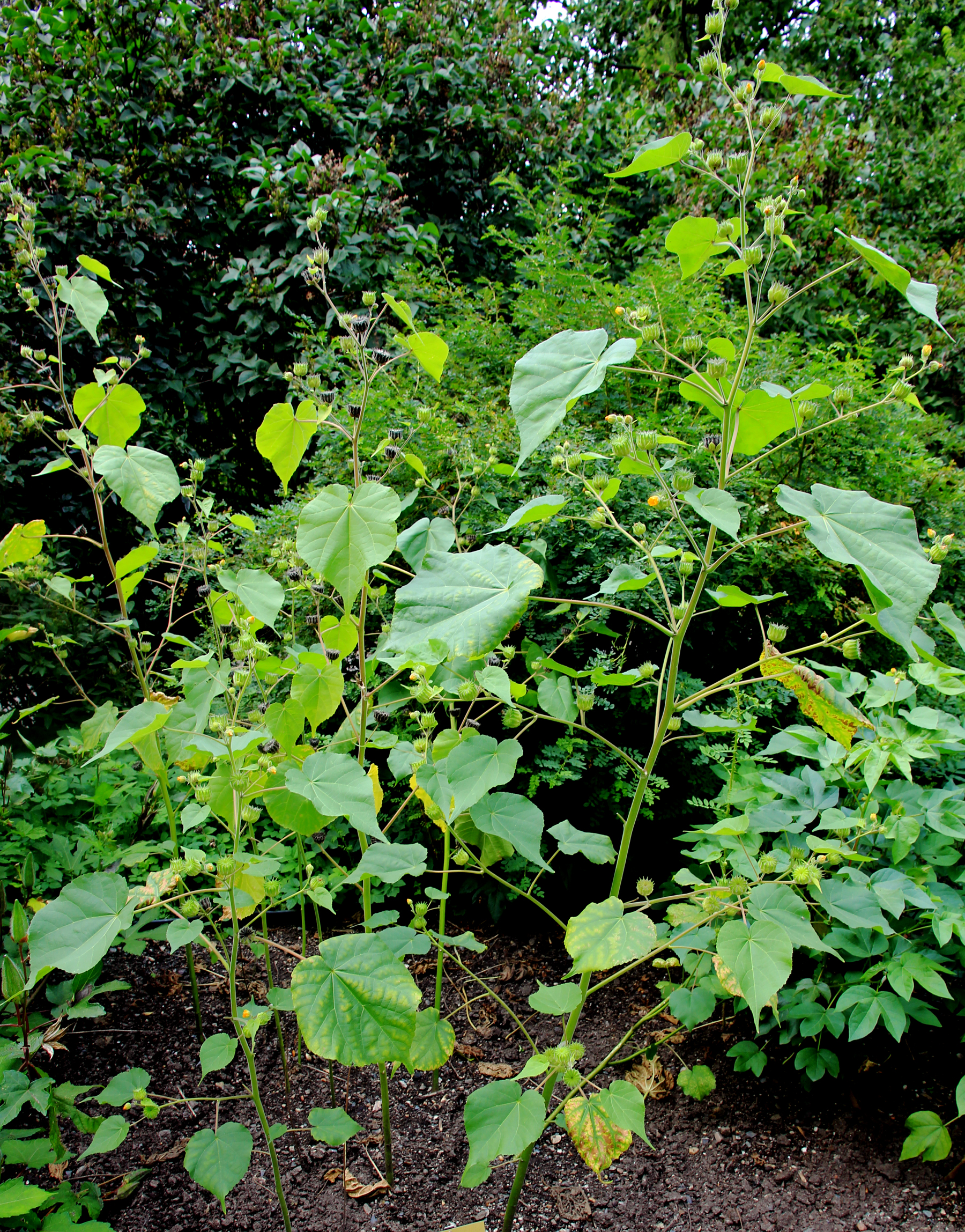
Rostliny
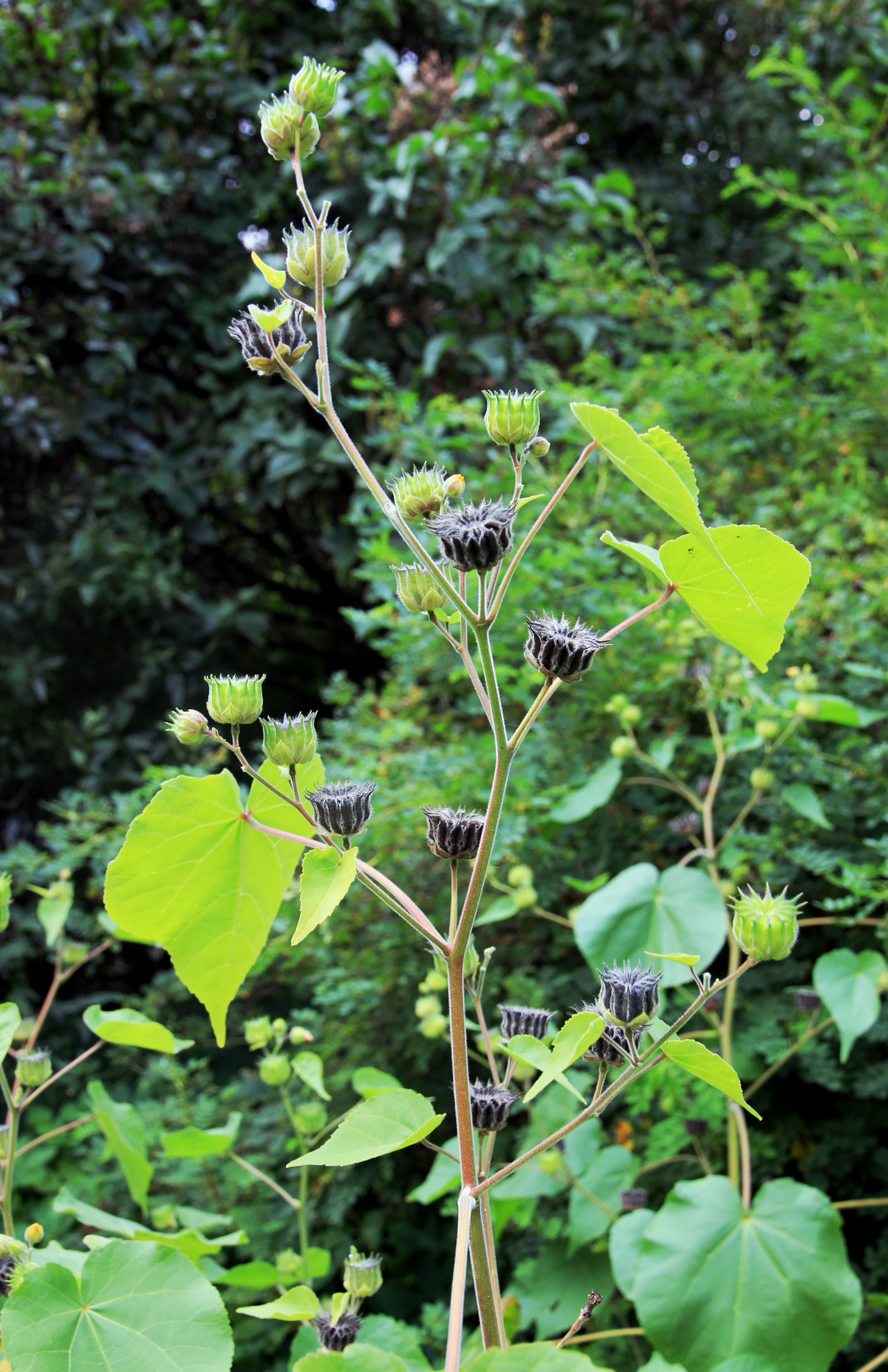
Plody a listy